# Distrito do Alto Berg
O Distrito do Alto Berg (em alemão:  Oberbergischer Kreis) é um distrito (Kreis ou Landkreis) da Alemanha localizado na região de Colónia, no estado da Renânia do Norte-Vestfália.

## Subdivisão do distrito

Mapa do Distrito do Alto Berg.

(Habitantes em 30 de junho de 2006)
| Cidades 1. Gummersbach (52 800), 2. Wiehl (26 483) 3. Radevormwald (23 841) 4. Wipperfürth (23 649) 5. Bergneustadt (20 491) 6. Waldbröl (19 620) 7. Hückeswagen (16 328) | Municípios 1. Lindlar (22 608) 2. Engelskirchen (20 534) 3. Reichshof (20 079) 4. Nümbrecht (17 421) 5. Marienheide (13 733) 6. Morsbach (11 486) |